# Eat the Rich (Aerosmith)
Pour les articles homonymes, voir Eat the Rich.
Singles de Aerosmith
Livin' on the Edge
(1993) Cryin'
(1993)
Eat The Rich est une chanson du groupe de hard rock américain Aerosmith. Elle fut composée par Steven Tyler et Joe Perry avec l'aide de Jim Vallance.  
C'est le premier single de l'album Get a Grip sorti en 1993. Elle n'atteindra pas le Billboard Hot 100 mais fut no 5 au Mainstream Rock Tracks chart. Elle servira d'ailleurs comme ouverture pour la tournée qui suivit pour promouvoir l'album. 
La chanson se trouve dans la compilation Big Ones sortie en 1994, et ouvre le double album live A Little South of Sanity sorti en 1998.
Cette musique est aussi utilisée dans l'introduction du jeu vidéo Dead or Alive 4.

## Composition du groupe
- Steven Tyler - chants
- Joe Perry - guitare solo
- Brad Whitford - guitare rythmique
- Tom Hamilton - basse
- Joey Kramer - batterie, percussions

## Liste des titres
| No | Titre                                                       | Auteur                                | Durée |
| -- | ----------------------------------------------------------- | ------------------------------------- | ----- |
| 1. | Eat the Rich (LP Version)                                   | Steven Tyler, Joe Perry, Jim Vallance | 4:10  |
| 2. | Fever (LP Version)                                          | Steven Tyler, Joe Perry               | 4:15  |
| 3. | Head First (Previously Unreleased)                          | Steven Tyler, Joe Perry, Jim Vallance | 5:00  |
| 4. | Livin' on the Edge (Demo Version Recorded At The Boneyard)) | Steven Tyler, Joe Perry, Mark Hudson  | 5:05  |